# لورلا د لوکا
لورلا دِ لوکا (ایتالیایی: Lorella De Luca؛ ۱۷ سپتامبر ۱۹۴۰ – ۹ ژانویهٔ ۲۰۱۴) بازیگر اهل ایتالیا بود. وی بین سال‌های ۱۹۵۵ تا ۱۹۸۴ میلادی فعالیت می‌کرد.
وی بازیگر فیلم‌هایی همچون زیبا اما فقیر، اولین عشق، پروانه خون‌آلود و برای عشق… برای افسون… بوده‌است.